# Malasangre
Malasangre es el cuarto libro y la primera novela de la escritora venezolana Michelle Roche Rodríguez. 
Se trata de una novela histórica, de tintes góticos, situada en la Venezuela dictatorial de Juan Vicente Gómez.
La escritora española Laura Fernández para El País, considera que Malasangre se encuentra enmarcada dentro de la nueva literatura de lo paranormal, junto con libros de autoras de lengua castellana como Distancia de rescate de Samanta Schweblin o Nuestra parte de noche, de Mariana Enríquez, así como con la autora rusa Anna Starobinets o la canadiense Carmen María Machado. Marta Domínguez para RTVE, sitúa a la novela dentro del New Wierd junto a autores como Jeff Vandermeer. Mientras tanto, otros consideran que hace parte del llamado "nuevo gótico latinoamericano".

## Argumento
En la Caracas de los años 20, Diana, una joven nacida en el seno de una familia de arribistas caraqueños, conservadores y católicos, hereda de sus padres la rabia y el gusto por la sangre que la hacen convertirse en un monstruo hematófago.
Diana, ve la lujuria de la sangre como única salida a la cárcel social en la que se encuentra encerrada.

## Temas centrales
La novela aborda temas como el feminismo, la sociedad patriarcal, la homosexualidad, las dinámicas de clase en la sociedad poscolonial venezolana y la violencia y la corrupción de la dictadura gomecista, en pleno boom petrolero. La novela sirve a su vez de gran alegoría  "de una nación con variadas riquezas naturales fagocitada por unos pocos, chorreante el oro negro en los bolsillos de yanquis y oportunistas con labia y contactos".
Esto ha llevado a algunos críticos a considerar que la novela puede también ser leída en clave actual, por su "paralelismo con la crisis de la Venezuela del chavismo".

## Recepción
La crítica ha elogiado la novela calificándola de "tremenda", considerándola "una pintura de una sociedad que quiere doblegar a cualquier individuo medianamente extraordinario", y considera que sigue "el legado de Teresa de la Parra". Juan Ángel Juristo del diario ABC, por su parte, la considera una "novela muy buena" que consigue "devolver el vampirismo a su genuina condición venida del goticismo del siglo XIX y sin los banales avatares en que se envuelven muchas de las historias actuales de este corte",  asociándola con su compatriota Juan Carlos Chirinos quien también hace uso de lo gótico y lo fantástico para exponer la realidad de su país. Jason Maldonado de The Wynwood Times de Miami califica la novela de "debut en grande". Enrique Planas, para El Comercio de Perú, dice que la novela "chupa la atención del lector por sus símbolos históricos, sus guiños a la novela de formación devenida en aventura gótica" y compara a Roche Rodríguez con escritoras contemporáneas como Mónica Ojeda, Samanta Schweblin, Mariana Enríquez. Luis Martínez para El Mundo, la considera una "poderosa -además de transgresora, violenta y fascinante- metáfora vampírica a vueltas con la explotación, el machismo y la identidad de la mujer". Librotea la califica de novela que sigue "la tradición literaria vampírica" y que "cruza lo fantástico con lo histórico en la Caracas de 1920". Cine y Literatura de Chile, la califica de "novela revelación de la literatura venezolana" y "una de las renovaciones estéticas y cosmopolitas de ese realismo mágico que fue el gran aporte de las narrativas sudamericanas del siglo XX, lideradas por Jorge Luis Borges y Gabriel García Márquez, en favor del patrimonio artístico y cultural de la humanidad" y considera que "la novela de Rodríguez ejerce un morbo fascinante sobre las neuronas ascéticas y moralistas, con un estilo que va alternando el barroquismo mesurado y los álgidos giros dramáticos, la viveza de las sensaciones y oscilaciones anímicas en los personajes, la desigual apisonadora de la historia como fondo y fundamento para estructurar el relato y sus varios sustratos vampíricos: económicos, ecológicos, genéricos, morales, sociales, hormonales". Leyendo Lat Am, recomienda la novela en el top 5 de novelas escritas por autoras venezolanas contemporáneas, junto con La hija de la española de Karina Sainz Borgo y Los días animales de Keila Vall de la Ville.
Malasangre resultó finalista del Premio Celsius 2021.